# 지커 007
지커 007(영어: Zeekr 007, 중국어 정체자: 极氪007, 병음: Jíkè 007)은 지리 자동차의 브랜드인 지커에서 2023년부터 생산 중인 전기 중형 세단 및 왜건이다.

## 개요

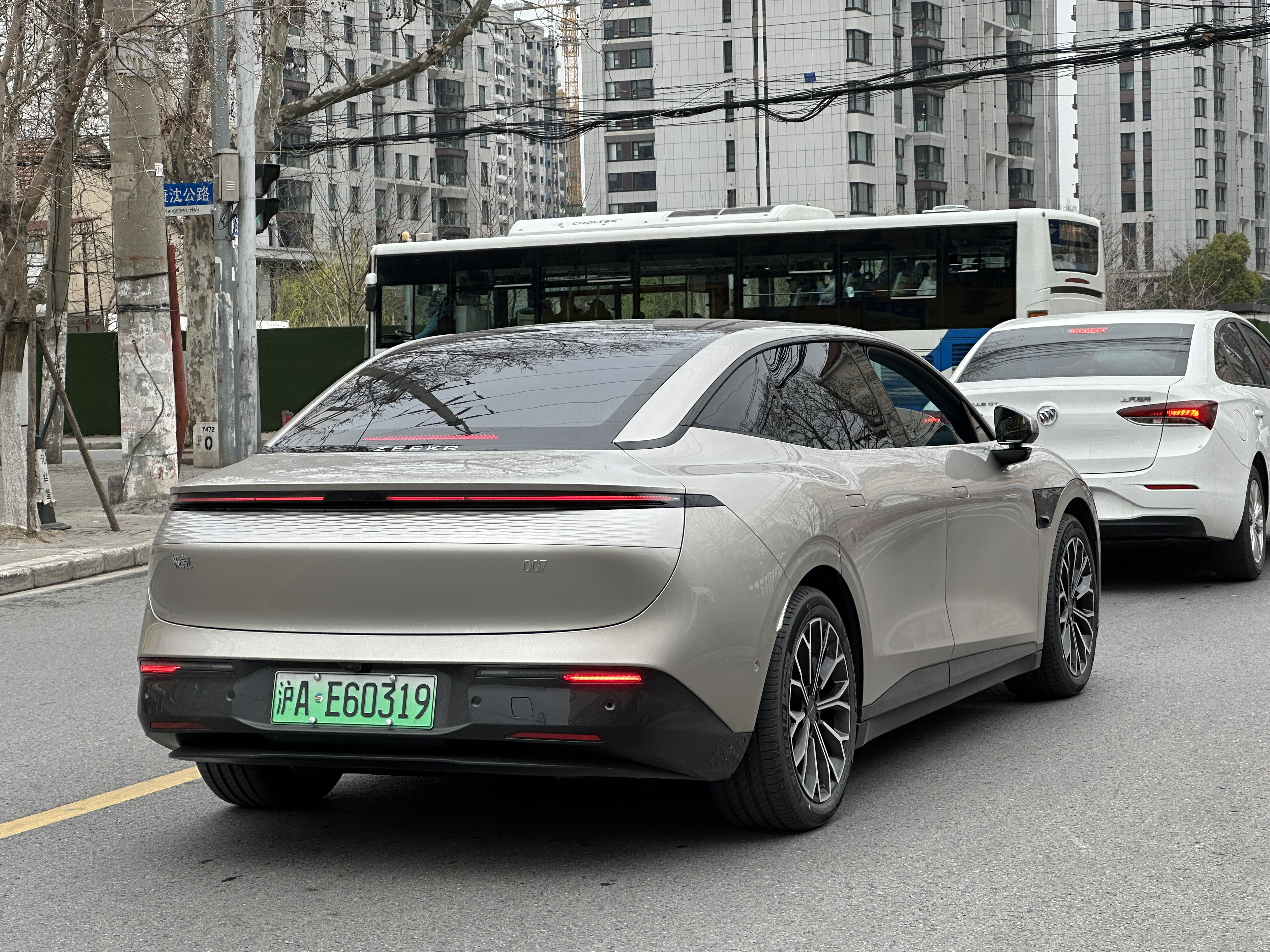
후방

중국 대륙을 포함하는 NZP 고속 자율 조종 지원 시스템을 지원하기 위해 LiDAR 센서, 12개 카메라 및 앤비디아 Orin-X 칩을 탑재하였다.
내부에는 Kr GPT AI가 구동하는 15.05인치 화면과 퀄컴 스냅드래곤 8295 칩이 탑재되어 있다. 대시보드는 LCD 계기판과 35.5인치 AR-HUD 디스플레이로 구성돼 있으며, 오디오 시스템에는 21개 스피커를 지원하는 7.1.4 어쿠스틱 시스템이 적용되었다.
후륜구동 버전은 후방 차축에 동력을 공급하는 단일 전기 모터를 탑재하여 415마력(310kW)을 생성하고, 0에서 100km/h까지 가속하는 데 5.4초가 소요된다. 4륜구동 사양은 두 개의 전기 모터를 탑재해 총 636마력(475kW)을 생성하며, 0에서 100km/h까지 2.84초 만에 가속할 수 있다. 출시 당시 688km(CLTC) 버전과 870km (CLTC) 버전의 두 가지 항속거리 옵션을 제공하였다. SEA 아키텍처에서 파생된 PMA2+ 플랫폼을 기반으로 구축된 지커 007은 고전압 800V 플랫폼을 갖추고 있어 충전 시간 15분 이내에 610km의 주행 거리를 확보할 수 있다.